# Radlek
Radlek este o localitate din comuna Bloke, Slovenia, cu o populație de 35 de locuitori.